# ديفيد جاي ميس
ديفيد جاي ميس (بالإنجليزية: David J. Mays)‏ هو محامي وقانوني أمريكي، ولد في 22 نوفمبر 1896، وتوفي في 17 فبراير 1971.